# Magnolia rajaniana
Magnolia rajaniana este o specie de plante din genul Magnolia, familia Magnoliaceae. A fost descrisă pentru prima dată de William Grant Craib, și a primit numele actual de la Richard B. Figlar. Conform Catalogue of Life specia Magnolia rajaniana nu are subspecii cunoscute.